# Flohmärkte in Paris
Die Flohmärkte in Paris sind mehrere Märkte in der Metropolregion Paris, bei denen auf festen und mobilen Ständen alle Arten von Waren angeboten werden. Der bekannteste und sehr große Markt ist der Flohmarkt von Saint-Ouen, es gibt aber auch mehrere kleinere Märkte. Traditionell befinden sich die Märkte an den Toren der Stadt (franz. porte), da es hier Platz und Kundenfrequenz sowie bessere steuerliche Rahmenbedingungen gab. Puces ist das französische Wort für Flöhe, das auch in Frankreich für Märkte benutzt wird.

## Flohmarkt von Saint-Ouen

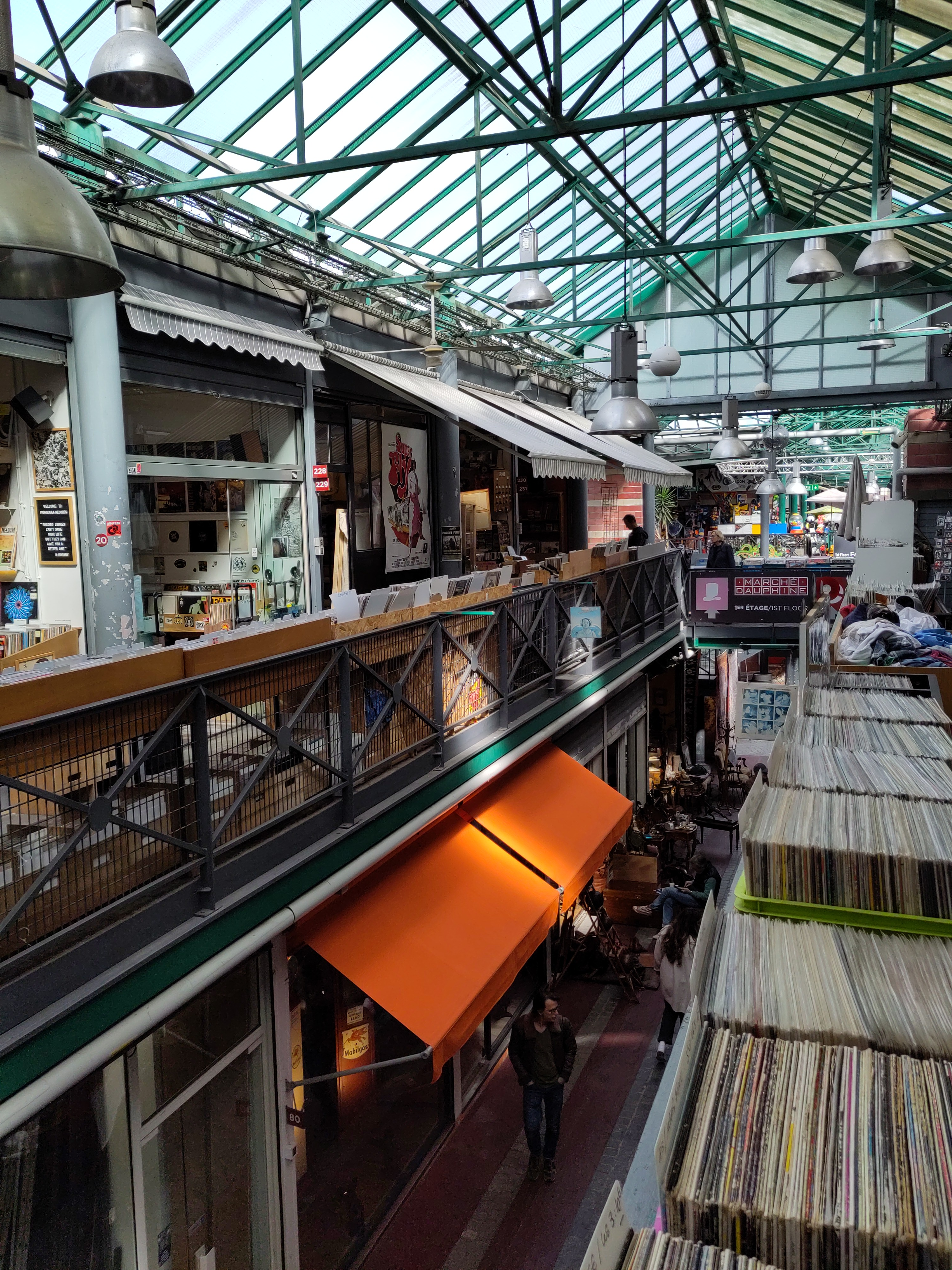
Ansicht des Teilmarktes Marché Dauphine

Der Flohmarkt von Saint-Ouen (franz. Marché aux Puces de Saint-Ouen oder auch Marché aux Puce de Clignancourt) ist ein Flohmarkt im Norden von Paris direkt an der Stadtgrenze zum 18. Arrondissement im Vorort Saint-Ouen. Er gilt als der größte Flohmarkt der Welt, er ist in einem eigenen Viertel untergebracht, bedeckt etwa 70.000 m² Standfläche mit rund 3000 Ständen und Geschäften. Schwerpunkte der gehandelten Waren sind Möbel, restaurierte antike Gegenstände, Haushalts- und Dekoartikel, Teppiche, Trödel aller Art und preisgünstige Kleidung und Schuhe. Der Markt besteht aus mehreren Bereichen und Hallen mit festen Ständen, die meist spezialisiert sind und insgesamt 15 verschiedene Themenbereiche umfassen. Dazu kommen 5 Gassen mit fest installierten Marktständen. Der Markt ist jedes Wochenende von Samstag bis Montag geöffnet und verzeichnet rund 5 Millionen Besucher pro Jahr und gehört damit bereits zu einem beliebten Ziel von Touristen und Einheimischen.

## Bouquinistes am Seine-Ufer

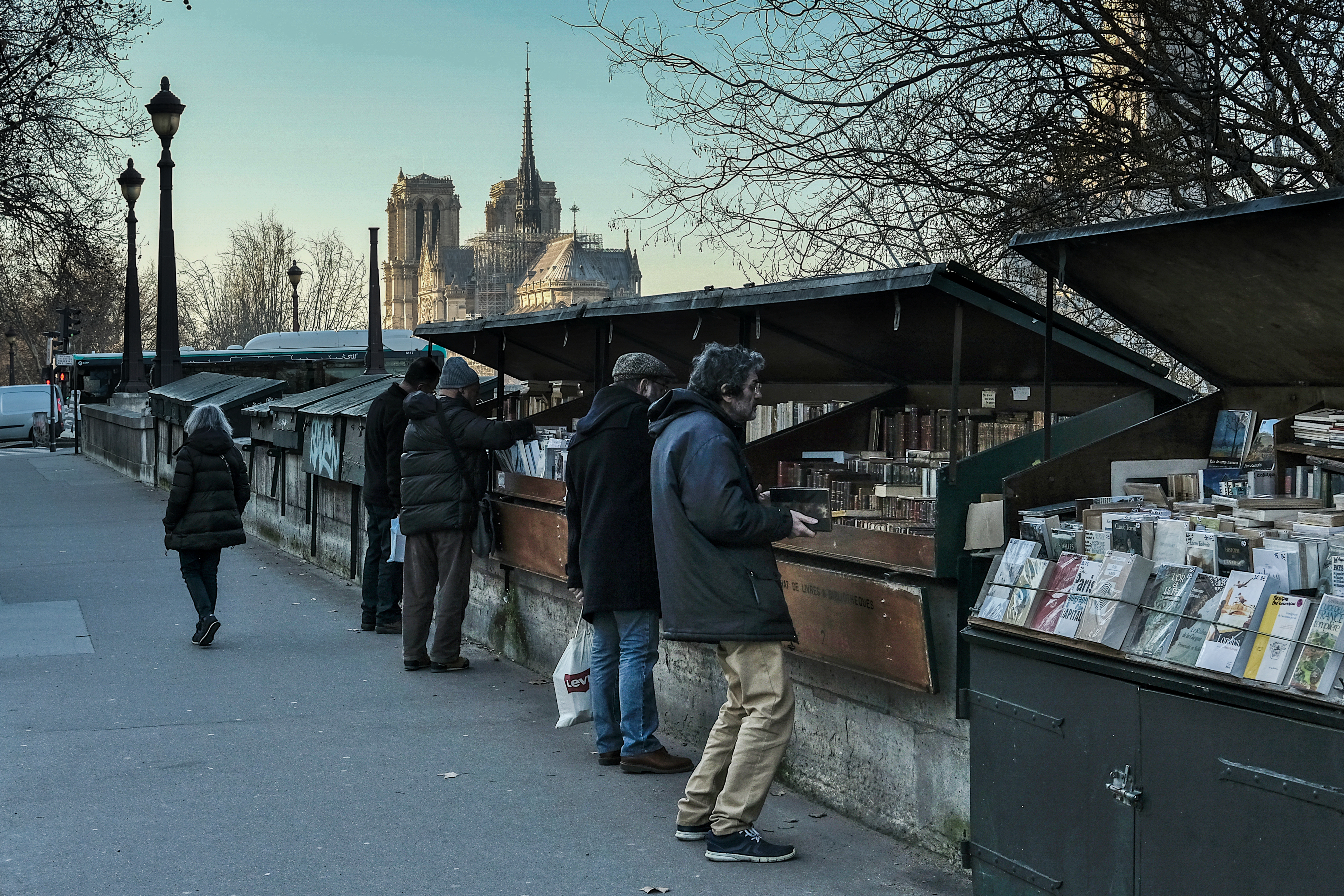
Bücherstände an der Seine

Die Bouquinistes de Paris sind Antiquare, die entlang der Seineufer von Paris ihre Ware anbieten. Man findet sie vor allem am Rive Droite, von der Pont Marie zum Quai du Louvre; am Rive Gauche, vom Quai de la Tournelle zum Quai Voltaire. Die mehr als 200 Bouquinistes bieten an nahezu 900 Ständen französisch boîtes (Holzbox) rund 300.000 Bücher an, sowie eine große Zahl von Briefmarken, Zeitschriften, alte Postkarten und vieles mehr. Die Stände müssen einem strengen Reglement entsprechen. Sie können einen 8 m langen Teil der Uferbrüstung besetzen, an denen jeder Antiquar bis zu 4 Stände aufstellen darf.

## Flohmarkt Puces de Vanves
Der Flohmarkt ist im 14. Arrondissement nahe der Metrostation Porte de Vanves. Etwa 380 Händler bieten Gebrauchtwaren zu günstigen Preisen an.

## Flohmarkt Puces de Montreuil
Unweit der Metrostation Porte de Montreuil im 20. Arrondissement werden auf etwa 1000 Ständen entlang der Avenue du Professeur André Limierre alte Kleidung, Elektrogeräte, Geschirr und Werkzeuge angeboten.